# Юннанозавр
Юннанозавр (лат. Yunnanosaurus) — род динозавров из семейства Massospondylidae.
Найдено около 20 скелетов, относящиеся к роду, причем два из них — с черепами. В одном из них сохранилось более 60 зубов, что дает нам представление о том, чем питались большие завроподоморфы.

## Характеристики
Отличительной чертой юннанозавра являются зубы. Они очень похожи на зубы одного из более поздних зауропод, и, если бы они были найдены отдельно от скелета, их идентифицировали бы как зубы зауропода. Тип их износа характерен для зубной системы зауропод. Это доказывает, что поздние прозауроподы ели ту же пищу, что и зауроподы. Остальные части скелета типичны для прозауропода средних размеров.
Yunnanosaurus huangi — единственный вид данного рода. Джингшанозавр, возможно, является крупным видом юннанозавра. Если окажется, что это один и тот же род, он будет переименован в Y. dinwaenis.
Длина 7 м.